# 安德斯·埃克斯特伦
安德斯·埃克斯特伦（瑞典語：Anders Ekström，1981年1月16日—），瑞典男子帆船运动员。他曾代表瑞典参加2004年和2008年夏季奥林匹克运动会帆船比赛，其中2008年奥运会获得一枚铜牌。